# ГЕС М'євіль
ГЕС М'євіль (фр. Miéville) — гідроелектростанція на південному заході Швейцарії.
Водосховище цієї дериваційної станції створили на річці Саланф (ліва притока Рони), яка дренує північно-східну частину масиву Haut-Giffre (Савойські Передальпи). Воно має площу поверхні 1,85 км2 та об'єм 40 млн м3 і утримується гравітаційною греблею висотою 52 метри та довжиною 616 метрів, на спорудження якої пішло 230 тис. м3 матеріалу. Окрім прямого стоку, до сховища подається додатковий ресурс зі сточища річки Saufla (впадає у Vieze, яка, своєю чергою, є лівою притокою Рони), котра так само дренує північно-східну частину масиву Haut-Giffre, проте тече у західному напрямку (на відміну від північного напрямку течії Саланф). Це відбувається за допомогою:
- водозабору у верхній течії Saufla, від якого вода прямує самопливом по тунелю довжиною 4,2 км;
- водозабору на Susanfe (ліва притока Saufla), від якого вода за допомогою дериваційного каналу постачається до невеликого сховища об'ємом 5,4 тис. м3, створеного греблею на Saufla. Звідси вона за допомогою насосної станції Clusanfe потужністю 0,9 МВт доправляється до дериваційного тунелю;
- невеликого сховища об'ємом 20 тис. м3, створеного на Saufla нижче від впадіння Susanfe за допомогою гравітаційної греблі Giétroz du Fond висотою 13,9 метра та довжиною 22,4 метра. Звідси вода за допомогою насосної станції Gietroz потужністю 1,3 МВт доправляється до дериваційного тунелю.

Від основного водосховища до машинного залу веде тунель довжиною 5,3 км, зі змінним діаметром від 2 до 1,1 метра, який створює напір у 1472 метри. Підземний машинний зал первісно було обладнано двома турбінами типу Пелтон загальною потужністю 60 МВт. На початку 2010-х станція пройшла модернізацію зі збільшенням потужності до 70 МВт, при цьому річне виробництво електроенергії становить 110 млн кВт·год.
Видача електроенергії відбувається по ЛЕП, що працює під напругою 65 кВ.
Будівництво ГЕС розпочалось у 1947 році та тривало до 1953-го. У 1965 році комплекс доповнили насосною станцією Giétroz du Fond.